# جون ريا (سياسي)
جون ريا (بالإنجليزية: John Rea)‏ هو سياسي أمريكي، ولد في 27 يناير 1755، وتوفي في 26 فبراير 1829. انتخب عضو مجلس ولاية بنسيلفانيا وانتخب عضو مجلس نواب بنسيلفانيا وانتخب عضو مجلس النواب الأمريكي.